# 沈仁权
沈仁权（1919年—？），女，江苏苏州人，中国生物化学家，曾任复旦大学教授，中国生物化学会常务理事。

## 家庭
丈夫盛祖嘉。